# Llantwit Major
Llantwit Major es una localidad situada en el condado de Vale of Glamorgan, en Gales (Reino Unido), con una población estimada a mediados de 2016 de 8552 habitantes.
Se encuentra ubicada al sur de Gales, a poca distancia de la costa del canal de Bristol y al oeste de Cardiff.

## Historia
Llantwit Major ha estado habitado durante más de 3000 años: la evidencia arqueológica ha demostrado que estuvo ocupado en el Neolítico. En el área de la playa se encuentran los restos de un fuerte de la Edad del Hierro. Las excavaciones en la villa romana en Caer Mead han revelado que esta área estuvo habitada durante unos 350 años durante la época romana; Sus baños y los pavimentos de mosaico datan de mediados del siglo II d. C..